# 미쓰하시 슈헤이
미쓰하시 슈헤이(일본어: 三橋 秀平, 1994년 7월 18일~)는 일본의 축구 선수이다.

## 구단 경력
그는 2017년 J3리그의 후쿠시마 유나이티드 FC에 입단했다. 2018년까지 33경기에 출전하여, 4득점을 넣었다. 2019년 프놈펜 크라운 FC로 이적했다. 2020년 J1리그의 도쿄 유나이티드 FC로 이적했다.